# Zdeněk Moravec
Zdeněk Moravec (* 12. September 1968 in Ústí nad Labem) ist ein tschechischer Astronom und Astrophysiker.
Er ist Absolvent der Karls-Universität in Prag, wo er 1991 einen Masterabschluss erlangte und 1998 promoviert wurde. Von 1992 bis 2000 arbeitete er am Kleť-Observatorium. Dort entdeckte er zwischen 1994 und 1998 insgesamt 91 Asteroiden, davon 64 zusammen mit Miloš Tichý. Seit 2001 lehrt er als Dozent am Lehrstuhl für Physik an der Jan Evangelista Purkyně-Universität in Ústí nad Labem.